# Hans-Peter Friedländer
Hans-Peter Friedländer (6 de novembro de 1920 - julho de 1999) foi um futebolista suíço que atuava como atacante.

## Carreira
Hans-Peter Friedländer fez parte do elenco da Seleção Suíça de Futebol, na Copa do Mundo de 1950 no Brasil.
Clubes
- 1941-1946: Grasshopper Club Zürich
- 1947-1953: FC Lausanne-Sport
- 1954-1956: Servette FC
- 1960-1961: FC Lausanne-Sport

Titulos
- Campeonato Suíço:

Grasshoppers: 1943, 1945
Lausanne: 1951
- Taça Suíça:

Grasshoppers: 1943, 1946
Lausanne: 1950
Artilheiro
1945: 26 gols
1946: 25 gols
1951: 23 gols